# Райський каньйон
«Райський каньйон» (англ. Paradise Canyon) — вестерн режисера Карла Пірсона 1935 року з Джоном Вейном у головній ролі. Цей фільм став останнім у співробітництві Вейна та Monogram Pictures/Lone Star Production. Стрічка була пізніше перевипущена у колорізованій версії на домашньому відео під назвою Guns Along the Trail.

## Сюжет
Джон Вайатт — урядовий агент, якого послали виконати операцію з нейтралізації фальшивомонетників біля кордону з Мексикою. Він прибуває до міста, де живе Кучерявий Джо, який колись підставив Картера. Дізнавшись, що Кучерявий Джо є фальшивомонетником, Вайатт здається натрапив на слід.

## У ролях
- Джон Вейн — Джон Вайатт
- Меріон Бернс — Лінда Картер
- Рід Гоус — Ред
- Ерл Годжінс — Док Картер
- Джино Коррадо — капітан Руралеса
- Якіма Канутт — Кучерявий Джо Гейл
- Гордон Кліффорд — співак Майк
- Перрі Мердок — співак Айк
- Ерл Двайр — другий шериф (в титрах не вказаний)

## Колорізація
У 2008 році Legend Films колорізувала та перейменувала фільм на Guns Along The Trail, щоб створити колекцію DVD, яка містить кілька інших малобюджетних фільмів з Джоном Вейном.